# Magdalena Zyzak
Magdalena Zyzak (sinh năm 1983) là một nhà làm phim và tiểu thuyết gia người Ba Lan. Bộ phim đầu tay ở vị trí đạo diễn của cô là Maya Dardel. Bộ phim này được ra mắt trong Cuộc thi kể chuyện tại Liên hoan phim South by Southwest năm 2017. Bộ phim đã được hai hãng Samuel Goldwyn Films và Orion Pictures mua lại. Cô tiếp tục làm đạo diễn cho phim The Wall of Mexico. Bộ phim này được công chiếu lần đầu tại Liên hoan phim South by Southwest năm 2019. Sau đó, cô đảm nhận đạo diễn cho phim When I'm a Moth. Cuốn tiểu thuyết của Zyzak có tên là The Ballad of Barnabas Pierkiel đã được nhà xuất bản Henry Holt cho ra mắt vào năm 2014.

## Tuổi trẻ và giáo dục
Magdalena Zyzak sinh năm 1983 tại Zabrze, Ba Lan. Năm 2002, cô chuyển đến Mỹ để học về sản xuất phim và văn học tại Đại học Nam California. Sau khi sản xuất phim Redland, Magdalena Zyzak theo học chương trình sau đại học của Đại học Columbia về viết sáng tạo và đã nhận bằng Thạc sĩ Nghệ thuật (MFA) tại đây.

## Sự nghiệp
Phim điện ảnh đầu tiên của Magdalena Zyzak là Redland. Bộ phim được cô sản xuất và đồng biên kịch  với đạo diễn Asiel Norton. Bộ phim điện ảnh về vùng hoang dã này đã được đề cử Giải Tinh thần độc lập và được Hammer to Nail bình chọn là một trong mười bốn phim hay nhất của năm. Magdalena Zyzak tiếp tục sản xuất phim điện ảnh thứ hai có tên là Orion. Bộ phim này được Asiel Norton đạo diễn. Phim là một câu chuyện về thời hậu tận thế và được quay với bối cảnh là đống đổ nát của Detroit. Phim có sự tham gia của các diễn viên David Arquette, Lily Cole và Goran Kostic.
Năm 2016, Magdalena Zyzak chuyển từ vị trí nhà sản xuất sang vị trí đạo diễn. Cô hợp tác với Zachary Cotler thành lập The Winter Film Company. Maya Dardel là phim đầu tiên của Magdalena Zyzak ở vị trí đạo diễn. Trong phim có sự góp mặt của các diễn viên Lena Olin, Jordan Gavaris, Alexander Koch, Nathan Keyes và Rosanna Arquette. Bộ phim này được công chiếu vào năm 2017. Magdalena Zyzak cùng cộng sự làm phim Zachary Cotler được nhận Giải Kịch bản hay nhất cho phim Maya Dardel tại Liên hoan phim độc lập Prague  và Giải Đạo diễn xuất sắc nhất cho phim Maya Dardel tại Liên hoan phim Raindance năm 2017. Magdalena Zyzak được hiệp hội quốc gia Teraz Polska vinh danh là một nhân vật xuất sắc ở lĩnh vực văn hóa của cộng đồng Ba Lan hải ngoại. Bộ phim gần đây nhất của Magdalena Zyzak có sự tham gia diễn xuất của Addison Timlin trong vai Hillary Clinton thời trẻ.

## Tác phẩm điện ảnh
- Maya Dardel (2017)
- The Wall of Mexico (2019)
- When I'm a Moth (2019)

## Danh mục
- The Ballad of Barnabas Pierkiel (2014)